# 아이다호 주의회

아이다호 주의회(Idaho Legislature)는 아이다호주 상원과 아이다호주 하원으로 구성된다. 아이다호주는 35개의 입법 구역으로 나뉘어 있으며, 각 구역에서는 상원의원 1명과 하원의원 2명을 선출한다. 두 내각 모두 임기 제한이 없다.
미국의 7개 주(아이다호, 애리조나, 메릴랜드, 뉴저지, 노스다코타, 사우스다코타, 워싱턴)에서는 상원과 하원 선거구가 단일 선거구로 통합되었다. 2010년 인구 조사 데이터에 따르면 아이다호주의 각 입법 구역에는 약 44,788명의 주민이 거주하고 있다. 2020년 인구 조사 데이터에 따르면 각 입법 구역의 이상적인 인구는 약 52,546명이다.

## 역사
제1회 아이다호 주의회는 1890년 12월에 소집되었다.